# Membraniporella baueri
Membraniporella baueri är en mossdjursart som beskrevs av Jacqueline A. Soule 1959. Membraniporella baueri ingår i släktet Membraniporella och familjen Cribrilinidae. Inga underarter finns listade i Catalogue of Life.